# Мескалін
Мескалі́н — психоделік, ентеоген, алкалоїд з групи фенілетиламінів. Систематична назва — 2 — (3,4,5-триметоксифеніл)-етиламін. У невеликих кількостях міститься в кактусах роду Lophophora (Lophophora williamsii) і Trichocereus (Trichocereus pachanoi, Trichocereus peruviana), синтезується штучним шляхом з галової кислоти, також може бути синтезований з ваніліну. У більшості країн виробництво і розповсюдження мескаліну заборонено законом.

## Історія

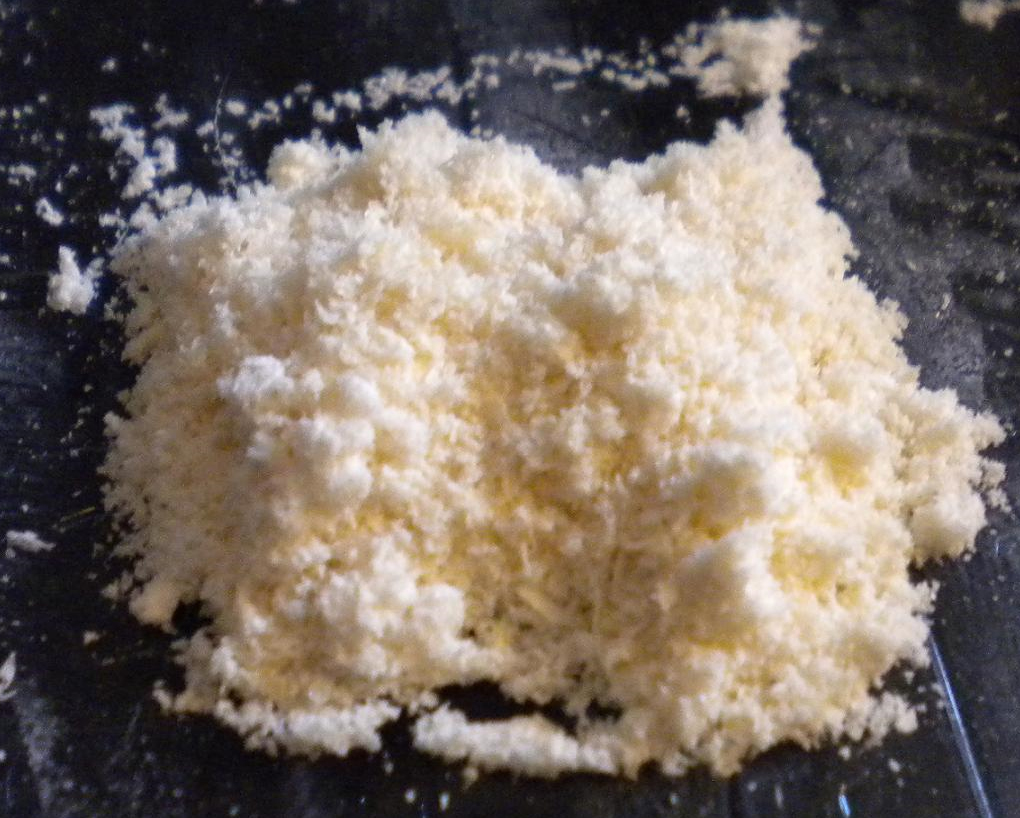
Мескалін природного походження у вигляді порошку

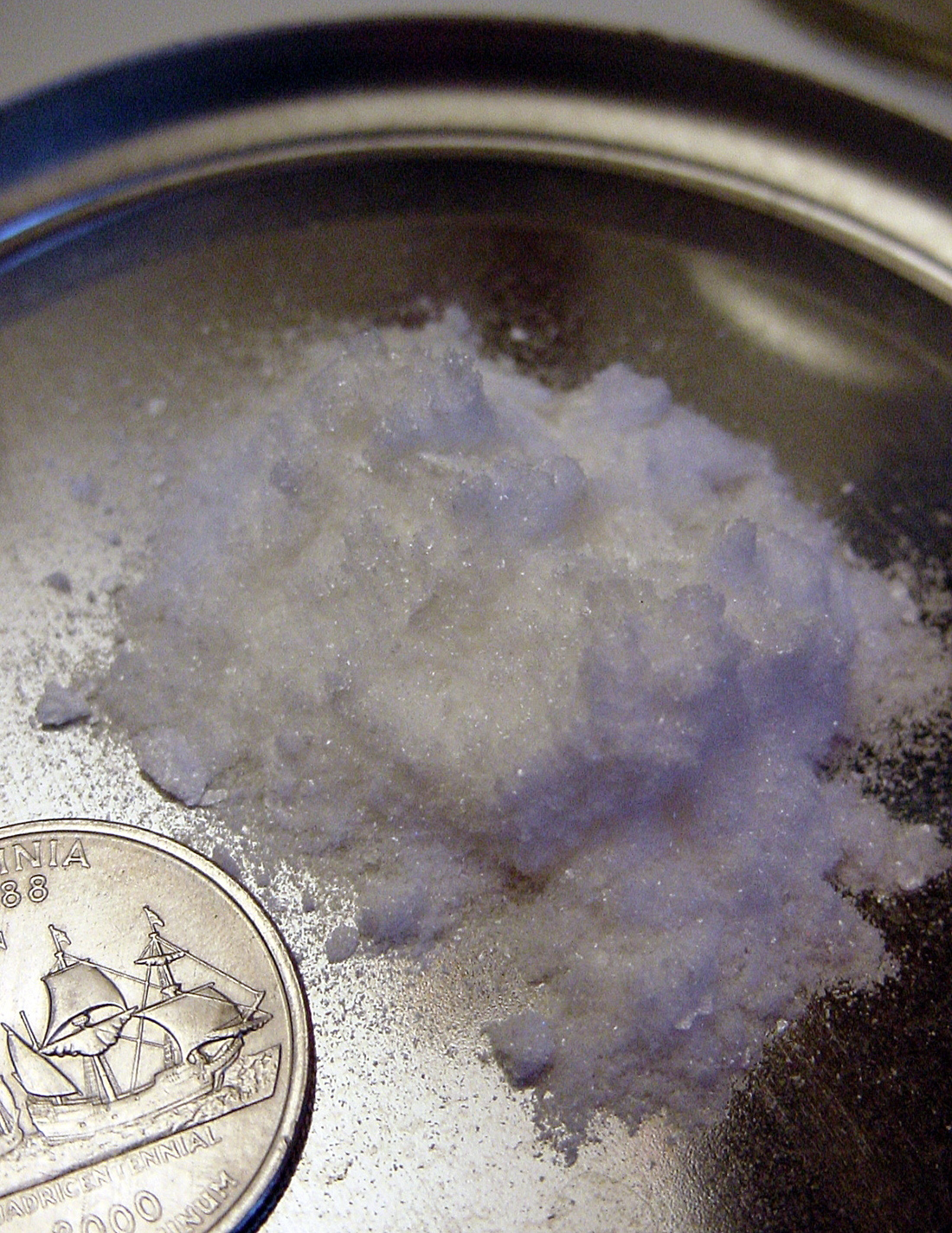
1 грам синтетичного мескаліну.

Про галюциногенні властивості деяких кактусів здавна знали індіанці різних племен і вживали ці рослини під час релігійних церемоній.
Вперше мескалін був отриманий з кактуса пейот 23 листопада 1897 німецьким хіміком Артуром Геффтером, що стало першим подібним виділенням природної психоделічної речовини в чистому вигляді. Пізніше, в 1919 році австрійський хімік Ернст Шпет вперше синтезував мескалін хімічним шляхом.
Крім пейота, мескалін міститься також у кактусах Сан-Педро, які популярніші, ніж пейот, так як виростають швидше останнього.
У 1927 році в Німеччині було опубліковано першу наукову працю, присвячену ефектам мескаліну «Der Meskalinrausch»
У травні 1953 року Олдос Хакслі вперше пробує мескалін в дозуванні 400 мг і в 1954 році публікує есе «Двері сприйняття», що описує його експеримент.
У лабораторних умовах мескалін був синтезований американським хіміком російського походження Олександром Шульгіним. Опис синтезу, вплив речовини на людину та рекомендовані дозування він опублікував у своїй книзі PiHKAL.

## Дозування та тривалість
Середня доза для перорального застосування в мескаліну гідрохлориду становить 300 мг. Ефекти починають проявлятися через 45-60 хвилин після вживання. Пік активності триває близько 4 годин, після чого йде спад тривалістю 4 години. Сульфат мескаліну трохи менш активний при тій же дозі.

## Ефекти

### Психотропні ефекти
- Галюцинації з відкритими або закритими очима.
- Ейфорія.
- Загальмованість дій.
- Зміна розумового процесу.
- Ірраціональність розумового процесу.
- Містичні переживання.
- Прискорення розумового процесу.

### Побічні ефекти
- Відчуття спеки або холоду (озноб).
- Відчуття безпричинної тривоги.
- Головний біль.
- Диспепсичні розлади, блювота.
- Запаморочення.
- Розширення зіниць.
- Сплутаність свідомості.
- Сухість слизових оболонок.
- Тахікардія.

## У мистецтві

### У літературі
- Кактуси пейотль, що містять мескалін, — одна з трьох галюциногенних субстанцій, які Дон Хуан використовував у процесі навчання Карлоса Кастанеди, про що йдеться в його книгах.[5]
- У своєму есе «Двері сприйняття» Олдос Гакслі описує свій перший досвід вживання мескаліну.
- У романі Олдоса Гакслі «Острів» мешканці острова вживають препарат, щоб «звільнити своє Я і пізнати істинну природу речей».
- У книзі Гантера Томпсона «Страх і відраза в Лас-Вегасі» головні герої постійно вживали мескалін.
- У книзі Роберта Шеклі «Подорож Джоеніса» мескалін був причиною всіх пригод, що випали на долю головного героя.
- У книзі «Механічний апельсин» Ентоні Берджеса згадується напій «молоко-плюс», одним із складових якого може бути мескалін (synthemesc), і, власне, описується його дія.
- У книзі Рю Муракамі «Всі відтінки блакитного» мескалін є однією з багатьох психотропних речовин, які вживають герої книги.
- У книзі французького поета Анрі Мішо «Жалюгідне диво. Мескалін» (фр. Misérable miracle (La mescaline), 1972) детально описано вплив мескаліну на людину. Мішо розповідає про свої безпосередні враження та відчуття, ілюструючи розповідь численними малюнками, зробленими під впливом мескаліну.
- Французька поетеса Едіт Буассоне видала книжку «Mescaline» (La NRF, 1955).
- Французький письменник і видавець Жан Полан написав есе про власний досвід вживання мескаліну «Rapport sur une expérience» (опубліковане у повному зібранні творів).
- У книзі німецького письменника Ернста Юнґера «Наближення. Наркотики і сп'яніння» йдеться зокрема і про мескалін[6].
- У своїх книгах, наприклад, у «Безнадія» і «регулятора», а також у циклі «Темна Вежа» — «Стрілець» С. Кінг часто згадує і описує вживання цього препарату.

### У кіно і на телебаченні
- Мескалін приймали герої фільмів «Страх і ненависть у Лас-Вегасі» та «Beverli Hillz 90210 Нове покоління» (1 сезон 19 серія).
- У фільмі «Двері» Джим Моррісон вживає кактус пейот.
- У фільмі «Мрець» індіанець на ім'я Ніхто вживає кактус і бачить череп головного героя.
- У фільмі «Матриця» Джої (друг дівчини з татуюванням у вигляді білого кролика) пояснює відчуття, описане Нео як «ти не знаєш точно, спиш ти чи не спиш», мескаліном.
- Опис дії мескаліна зачіпається у фільмі «Доміно». Головним героям у каву був підсипаний мескалін. У фільмі відтворено мескалінову подорож.
- У шостому сезоні серіалу «Клан Сопрано» герой фільму вживав «пейот» в Лас-Вегасі.
- Герої фільму «99 франків» (2007) приймають суміш «дурман-мескалін», придбавши її у вуличного торговця в Маямі, керування машини в такому стані призводить до сумних наслідків (у першій версії фіналу).
- В анімаційному серіалі «Аватар — Легенда про Аанге» в одній із серій, що оповідає про подорож героїв пустелею, Сокка випиває сік кактуса і два дні страждає від галюцинацій.
- В анімаційному фільмі «Бівис і Батт-Хед обробляють Америку» головні герої з'їдають «пейот» у пустелі.
- У фільмі «Фанати» головні герої самі того не знаючи вжили мескалін з індіанцем на прізвисько Вождь.
- Мескалін викрадають у першому сезоні серіалу «Вулиці розбитих ліхтарів».
- У фільмі «Без обличчя» основною формою релаксації Кастора Троя є вживання порошку мескаліну, розведеного у воді.